# Ghatarbela
Ghatarbela is een geslacht van vlinders van de familie van de Metarbelidae. De wetenschappelijke naam en de beschrijving van dit geslacht werden voor het eerst in 2021 gepubliceerd door Roman Yakovlev en Vadim Zolotuhin.
Dit geslacht is monotypisch, dat wil zeggen dat het maar één soort heeft namelijk Ghatarbela bifidunca Yakovlev & Zolotuhin, 2021 uit India.